# Kaisan
Kaisan is Japans voor bergstichter en is een eretitel voor de stichter van een zenklooster. Deze zenkloosters werden vroeger vaak op een berg gebouwd, de naam van de berg werd ook gebruikt voor zowel het klooster als ook voor de eerste abt van het klooster. Kaisan-ki is de sterfdag van een klooster- of schoolstichter.